# El sátiro (película de 1980)
El sátiro es una película de comedia mexicana de 1980 escrita y dirigida por Raúl Zenteno y protagonizada por Mauricio Garcés, Patricia Rivera y Alberto Rojas.

## Argumento
Un Don Juan (Mauricio Garcés), exitoso empresario en el negocio de la lencería pero harto de recurrir a varios disfraces, está dispuesto a reavivar su encanto y mantener su reputación como mujeriego de mitad de vida con la ayuda de un amigo y vecino de apartamento (Alberto Rojas). Las cosas se complican cuando este parece encontrar el verdadero amor en la hija de un amigo (Patricia Rivera), una muchacha mucho menor que él.

## Reparto
- Mauricio Garcés
- Mónica Prado
- Gloria Mayo
- Isaura Espinoza
- Patricia Rivera
- Alicia Encinas
- Felicia Mercado
- Jacaranda Morel
- Tere Cornejo
- Alberto Rojas (como Alberto Rojas "El Caballo")
- Víctor Manuel Castro (como Víctor Manuel "Guero" Castro)
- Carlos Riquelme
- Roberto G. Rivera
- Fernando Yapur
- Pancho Müller (como Francisco Mueller)
- Carlos Bravo y Fernández (como Carl-Hillos)

## Análisis
Gustavo García y José Felipe Coria en Nuevo cine mexicano describieron a la película como «revisión autocrítica» y «amarga autocrítica» en referencia a los papeles de galán interpretados por Mauricio Garcés a lo largo de su carrera. En Miradas disidentes: géneros y sexo en la historia del arte, Alberto Dallal notó que el hecho de que el personaje de Garcés «acaba prendado de amor por una jovencita más lista, en cuestiones de seducción, que él» era un tema similar al de la anterior película de Garcés Don Juan 67 (1966). En Del quinto poder al séptimo arte: la producción fílmica de Televisa, Raúl Miranda López citaba a la película como una de las que «planteaba [...] el tema de la impotencia sexual divertida» (describiendo a Garcés como «obcecado ligador»), describiéndolo como un «padecimiento [que] volvía a hacer de las suyas en el machín cine mexicano».